# 里普利鎮區 (明尼蘇達州道奇縣)
里普利鎮區（英語：Ripley Township）是位於美國明尼蘇達州道奇縣的一個行政鎮區。

## 地方資料
里普利鎮區的面積為93.78平方千米，當中陸地面積為93.77平方千米，而水域面積為0.01平方千米。根據2020年美國人口普查的數據，當地共有人口179人，而人口密度為每平方千米1.91人。